# Yoga sensible al trauma
El yoga sensible al trauma es una forma de yoga adaptada para trabajar con personas afectadas por un trauma psicológico.Su objetivo es ayudar a los sobrevivientes de traumas a desarrollar un mayor sentido de conexión mente-cuerpo, para aliviar sus experiencias fisiológicas de trauma, para obtener un mayor sentido de propiedad sobre sus cuerpos y para aumentar su bienestar general.

## Alcances
El yoga sensible al trauma es eficaz para mejorar los síntomas psicológicos de las mujeres que han sobrevivido a la violencia interpersonal. Las mejoras pueden incluir una reducción en la gravedad de los síntomas del trastorno de estrés postraumático, una reducción en la gravedad de los síntomas de depresión y ansiedad.Los sobrevivientes de violencia interpersonal que practican yoga sensible al trauma han informado mayores sentimientos de seguridad y agencia,mayor autoestima y autocompasión, disminución de los sentimientos de aislamiento, mayores sentimientos de relajación y una mayor sensación de agencia sobre sus propios cuerpos.